# Discografia de Aly & AJ

## Álbuns

### Álbuns de Estúdio
| 2005                                                               | Into the Rush - Lançamento: 16 de Agosto de 2005 - Gravadora: Hollywood - Formato: CD, digital download | 36 | —  | 94 | - : 2,000,000 - : 1,001,000 | - RIAA: Ouro |
| 2007                                                               | Insomniatic - Lançamento: 10 de Julho de 2007 - Gravadora: Hollywood - Formato: CD, digital download    | 15 | 72 | 90 | - : 1,500,000 - : 700,000   | - RIAA: Ouro |
| "—" significa que não entrou nas qualificações, ou não foi lançado | |    |    |    |                             |              |

### Álbuns de Natal
| Ano  | Álbum | Posições | Posições   | Vendas                  |
| Ano  | Álbum | US       | US Holiday | Vendas                  |
| ---- | --- | -------- | ---------- | ----------------------- |
| 2006 | Acoustic Hearts of Winter - Lançamento: 26 de Setembro de 2006 - Gravadora: Hollywood - Formato: CD, digital download | 78       | 14         | - : 500,000 - : 120,000 |

## Singles
| 2005                                                               | "Rush"                   | 59 | 44 | —  | —  | —   | —  | —  | —  | —  | : 900,000   | Into the Rush             |
| 2006                                                               | "Chemicals React"        | 50 | 36 | —  | —  | —   | —  | —  | —  | —  | : 600,000   | Into the Rush             |
| 2006                                                               | "Greatest Time of Year"  | 96 | 72 | —  | —  | —   | —  | —  | —  | —  | —           | Acoustic Hearts of Winter |
| 2007                                                               | "Potential Breakup Song" | 17 | 19 | 72 | 83 | 22  | 65 | 16 | 18 | —  | : 1,000,000 | Insomniatic               |
| 2008                                                               | "Like Whoa"              | 63 | 47 | 66 | —  | 165 | —  | —  | —  | 92 | : 560,000   | Insomniatic               |
| 2013                                                               | "Hothouse"               | —  | —  | —  | —  | —   | —  | —  | —  | —  | —           | TBA                       |
| 2017                                                               | "Take Me"                | —  | —  | —  | —  | —   | —  | —  | —  | —  | —           | TBA                       |
| "—" significa que não entrou nas qualificações, ou não foi lançado |                          |    |    |    |    |     |    |    |    |    |             |                           |

### Outras canções
| 2005                                                               | "Do You Believe in Magic"[D] | 2 | 23 | —  | Into the Rush |
| 2005                                                               | "No One"[C]                  | — | —  | —  | Into the Rush |
| 2005                                                               | "Walking on Sunshine"[D]     | — | —  | —  | Into the Rush |
| 2006                                                               | "Never Far Behind"[C]        | — | —  | 28 | Into the Rush |
| 2007                                                               | "Something More"             | — | —  | —  | Into the Rush |
| "—" significa que não entrou nas qualificações, ou não foi lançado |                              |   |    |    |               |

Notes
- B ^ "Never Far Behind" atingiu a primeira posição na tabela Radio & Records Christian CHR.
- C ^ Single para álbum de compilação.
- D ^ Distribuição limitada no iTunes.

## Aparições em outros álbuns
| Ano  | Título                              | Álbum                              | Notas |
| ---- | ----------------------------------- | ---------------------------------- | --- |
| 2005 | "Zip-a-Dee-Doo-Dah"                 | Disneymania 3                      | |
| 2005 | "Jingle Bell Rock"                  | Radio Disney Jingle Jams 1 & 2     | |
| 2006 | "Rush" (Remix)                      | Girl Next                          | |
| 2007 | "Black Horse and the Cherry Tree" 1 | Insomniatic (Deluxe Edition)       | Gravação acústica feita exclusivamente ao Yahoo! Music. Cover - originalmente, executada pela banda KT Tunstall |
| 2008 | "We're an American Band"            | Randy Jackson's Music Club, Vol. 1 | iTunes, Wal-Mart faixa bônus.                                                                                   |

## Trilhas Sonoras
| Ano  | Título do Filme                                  | Título                    | Notas                                           |
| ---- | ------------------------------------------------ | ------------------------- | ----------------------------------------------- |
| 2005 | Now You See It...                                | "Do You Believe in Magic" |                                                 |
| 2005 | Ice Princess                                     | "No One"                  |                                                 |
| 2006 | The Santa Clause 3: The Escape Clause            | "Greatest Time of Year"   |                                                 |
| 2008 | High School Musical 3: Senior Year               | "Like Whoa"               |                                                 |
| 2009 | Bandslam                                         | "Lovesick"                | Artista - Não divulgado                         |
| 2010 | Hellcats (Music from the Television Series) - EP | "Belong Here"             | Primeira música da banda sob o nome de 78violet |
| 2011 | Sharpay's Fabulous Adventure                     | "Walking On Sunshine"     |                                                 |

## Álbuns de vídeo
| Ano  | Detalhes do álbum                                                               |
| ---- | ------------------------------------------------------------------------------- |
| 2006 | On the Ride - Lançado: 4 de abril de 2006 - Gravadora: Hollywood - Formato: DVD |

## Videos musicais
| Ano  | Título                    | Diretor           |
| ---- | ------------------------- | ----------------- |
| 2005 | "Do You Believe in Magic" |                   |
| 2005 | "No One"                  |                   |
| 2005 | "Walking on Sunshine"     |                   |
| 2006 | "Rush"                    | Marc Webb         |
| 2006 | "On the Ride"             |                   |
| 2006 | "Chemicals React"         | Chris Applebaum   |
| 2006 | "Greatest Time of Year"   | Declan Whitebloom |
| 2007 | "Potential Breakup Song"  | Chris Applebaum   |
| 2007 | "Like Whoa"               | Scott Speer       |
| 2013 | "Hothouse"                | Stephen Ringer    |
| 2017 | "Take Me"                 | Alex Ross Perry   |

## Outras aparições
- 78violet também fez uma aparição no jogo para computadores The Sims Pets, tocando a canção "Chemical React" em simlish na estação de rádio pop.
- Em 2007, 78violet fez uma apresentação cover da canção Black Horse and the Cerry Tree, da banda KT Tunstall, exclusivamente para o evento Pepsi Smash. O vídeo da performance encontra-se na Yahoo! Music.[7]
- Na música "If I Can´t Have You", do álbum Hang Cool Teddy Bear de Meat Loaf, 78violet executa os vocais auxiliares.